# Ofensiva del sur de Damasco (enero-febrero de 2018)
La ofensiva del sur de Damasco (enero–febrero 2018) empezó el 5 de enero de 2018 cuando Jaysh al-Islam trató de infiltrarse en las posiciones de Estado Islámico en las granjas situadas entre Yalda y Hajjar Tan-Aswad al sur inmediato de la ciudad de Damasco. Causando numerosas bajas, una semana más tarde, el 12 de enero tropas de choque de Estado Islámico lanzaron un contraataque en el Yalda Zein, resultando en la captura eventual de varios edificios en el área. El 22 de enero, Daesh logró avanzar en el barrio de Taqdam en el distrito de Hajjar al-Aswad, para esta fecha ISIL contralaba 3/4 del Campamento de Yarmouk, la mayoría de Hajjar al-Aswad, Qadam, Tadamon y gran parte del eje oriental de Yalda. Las fuerzas de Estado Islámico continuaron su avance a finales de enero, tomando la mayoría de la unión entre Yalda y Babbila así como algunos avances dentro del distrito de Tadamon. Para el 27 enero, Daesh controlaba casi enteramente Hajjar al-Aswad después de entrar a través de las últimas líneas de defensa y lograba alcanzar la ciudad de Yalda, durante el mismo tiempo, también eran capturadas las últimas áreas del Campamento de Yarmouk.
Los milicianos de Estado Islámico se dirigieron a la captura del barrio Halfa localizado en el distrito del Campamento de Yarmouk defendido por Tahrir al-Sham (HTS) el 13 de febrero. Para el 16 de febrero, cada lado había causado alrededor de 100 muertos en el bando contrario. Las calles Haifa y los barrios del Al-Malyoun y Al-Mashrou en Yarmouk fueron también capturados por Estado Islámico, mientras caían las últimas posiciones defensivas de Tahrir al-Sham en la plaza de Ar-Rija, la cual cayó definitivamente el 17 de febrero. Los enfrentamientos urbanos continuaron el 20 de febrero entre Estado Islámico y las HTS al oeste de Yarmouk cuando las tropas de choque de Daesh se hicieron con el control de la mezquita de Al-Wasim. En el mismo día, Al-Masdar informó que las HTS habían roto el acuerdo con el gobierno sirio para asegurar el transporte de 160 civiles de las ciudades sitiadas de al-Fu'ah y Kafriya en Idlib en intercambio de paso seguro para los milicianos de las HTS y sus familiares del Campamento de Yarmouk a Idlib.

## Consecuencias
El 10 de marzo, Daesh acechaba a cualquier rebelde que tratase de evacuar el área después de que el Gobierno sirio dio 48 horas de amnistía a los rebeldes para dejar detrás todo el equipamiento pesado y ser transportado a Idlib o resolver sus asuntos con el Gobierno sirio
El 13 de marzo Daesh empezó a atacar posiciones Militares sirias al oeste del Campamento de Yarmouk  mientras evacuaban los rebeldes en al-Qadam. Durante los enfrentamientos entre las SAA y Daesh en al-Qadam grupos rebeldes trataron de penetrar las líneas defensivas de Estado Islámico.